# Route nationale 212
Pour les articles homonymes, voir Route 212.
La route nationale 212, ou RN 212, est une ancienne route nationale française reliant Sallanches à la commune d'Albertville. Elle a été déclassée en RD 1212 en 2006.

## Histoire
Dans les gorges de l'Arly, le tracé de la route en suivant le cours de l'Arly a dès le départ été considéré comme complexe, et un tracé en hauteur, suivant les crêtes, lui a été longtemps préféré. Cette route présentait cependant des pentes trop raides pour le passage des voitures. Ce n'est qu'en 1863, après l'annexion de la Savoie, que la construction de la route au fond de la vallée est commencée, et les travaux seront achevés en 1890, après une interruption pendant la guerre franco-allemande de 1870. Cette route est motivée à la fois par des besoins commerciaux et l'émergence de flux touristiques. Dès sa construction, la route est victime d'effondrements et d'éboulements, et pèse sur les finances des conseils généraux. Au début du XXe siècle, on compte en moyenne trois coupures par an, dont certaines de plusieurs mois, et l'entretien et les réparations coûtent cinq à dix mille francs par an. La route est goudronnée en 1930.
À l'origine, cette route reliait Thonon-les-Bains à Nice. Ce tracé, correspondant à la nouvelle Route des Alpes, avec trois embranchements de Séez (RN 90) à Lanslebourg-Mont-Cenis (RN 6), de Saint-Michel-de-Maurienne (RN 6) au col du Lautaret (RN 91) et de Mont-Dauphin (RN 94) au confluent Ubaye-Ubayette (RN 100). Devant la multiplicité des nationales formant la route des Alpes (douze numéros différents : RN 5, 6, 90, 91, 94, 100, 202, 205, 207, 208, 210 et 212), l'itinéraire porte le numéro 202 ; par conséquent, le numéro 212 disparaît fin 1920.
Une nouvelle route nationale 212 est classée en 1931, à la suite d'une décision de raccourcir l'itinéraire de la nationale 202 par le Cormet de Roselend. Cette variante d'itinéraire relie les vallées de l'Isère et de l'Arve. Elle est déclassée à la suite de la réforme de 2005.

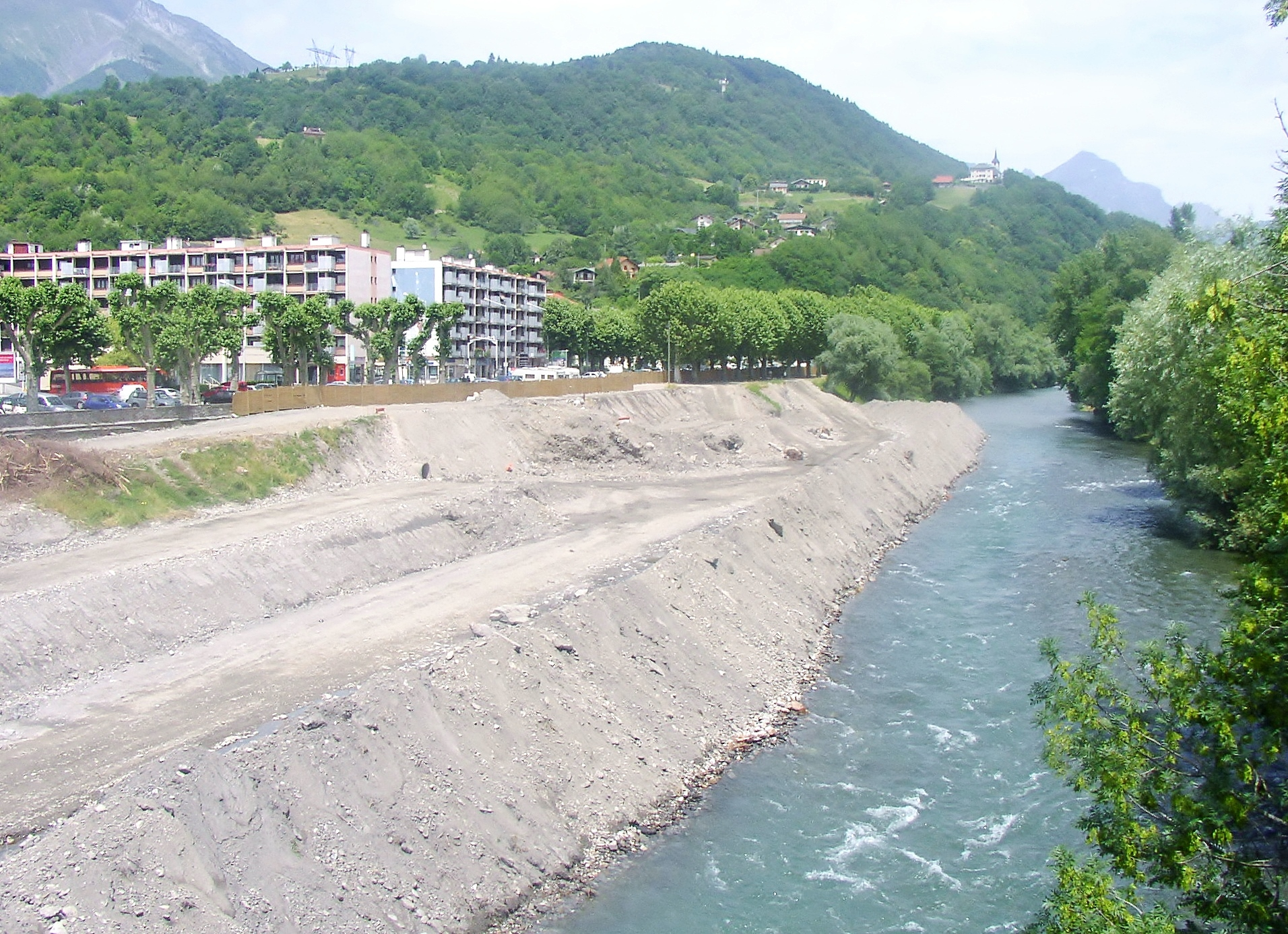
Travaux du dernier kilomètre de la RD 1212 le long de l'Arly à Albertville en 2006.

Un prolongement par contournement d'Albertville sur la rive droite de l'Arly est réalisé après 2005.

## Tracé de Sallanches à Albertville
Entre Flumet et Ugine, la route prend les gorges de l'Arly or pendant et après l'hiver, la route est fermée pour entretien et la seule route praticable est déviée par la station de ski située entre ces deux communes.
Les communes traversées sont :
- Sallanches (km 0)
- Combloux (km 8)
- Demi-Quartier (km 10)
- Megève (km 12)
- Praz-sur-Arly (km 17)
- Flumet (km 23)
- Saint-Nicolas-la-Chapelle (km 24)
- Ugine (km 36)
- Marthod (km 39)
- Thénésol (km 42)
- Pallud (km 47)
- Albertville (km 53)

### Voie express Ugine - Albertville
- 1 D 129 : Marthod, Cohennoz

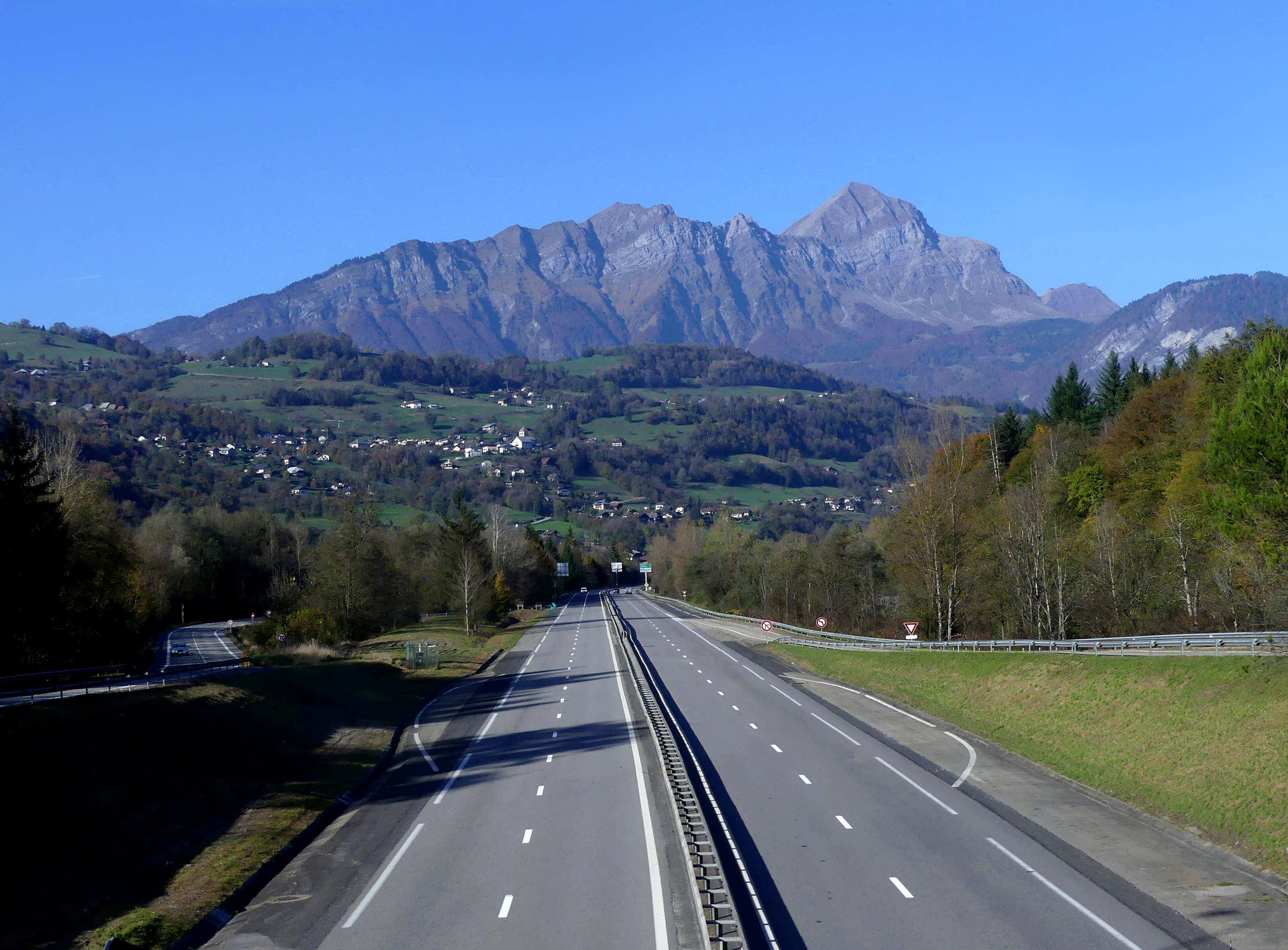
Voie rapide d'Albertville à Ugine.

- 2 D 129 : Thénesol, Marthod, Allondaz, Césarches
- D 118 : Césarches (sens Albertville-Ugine)

## Sites remarquables
- gorges de l'Arly : la route serpente dans la gorge et n'est pas toujours très large.

## Lieux sensibles
- Entre Sallanches et Combloux
- Traversée de Combloux avec zone 30, ralentisseur et carrefours giratoires.

## Entretien

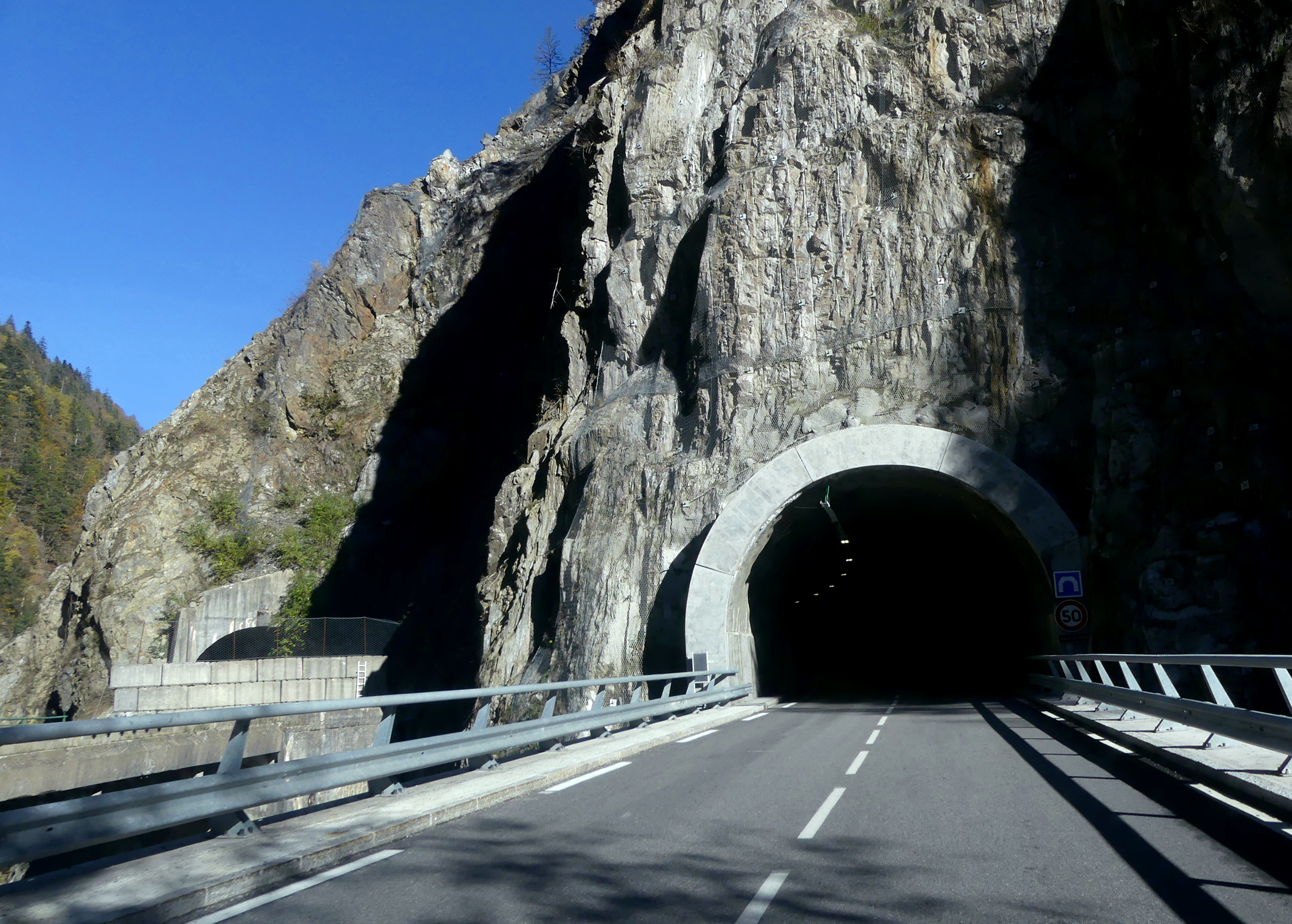
Nouveau tunnel des Cliets percé en 2021 à la suite d'un éboulement.

La RD 1212, dans sa partie traversant les gorges de l'Arly, fait l'objet de coupures récurrentes en raison des nombreux éboulements qui y surviennent. Des travaux de sécurisation voire de reconstruction sont ainsi régulièrement effectués par le Conseil départemental de la Savoie, faisant parfois considérer cette portion de route comme « la plus chère de France » à entretenir. Entre 2006 et 2021, les 30 km de route situés en Savoie ont ainsi nécessité la mobilisation de 60 millions d'euros de travaux, soit plus de 15 % des crédits alloués à l'entretien des 3 000 km de routes départementales de la Savoie.

## Galerie d'images

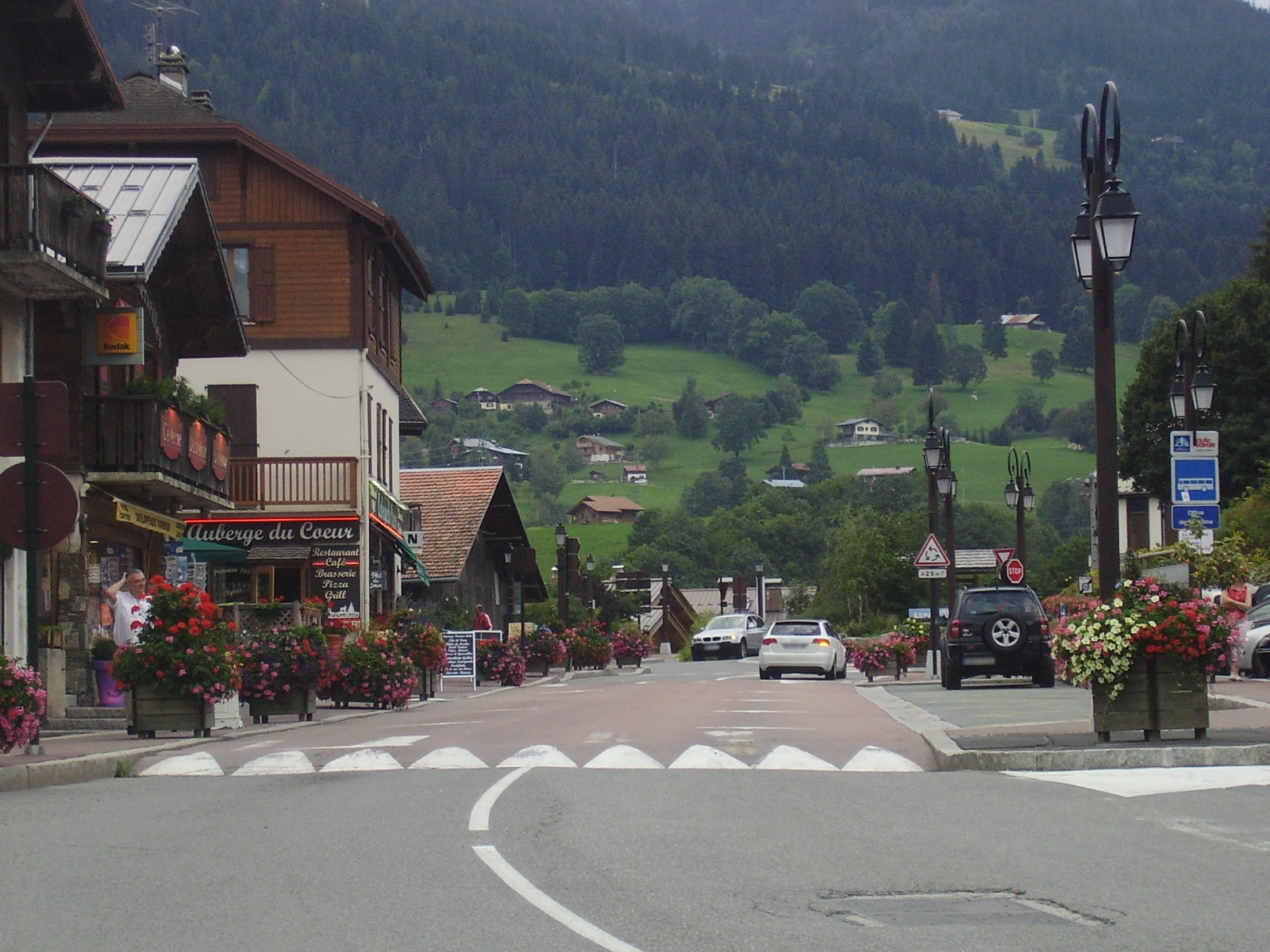
Ralentisseur à Combloux.
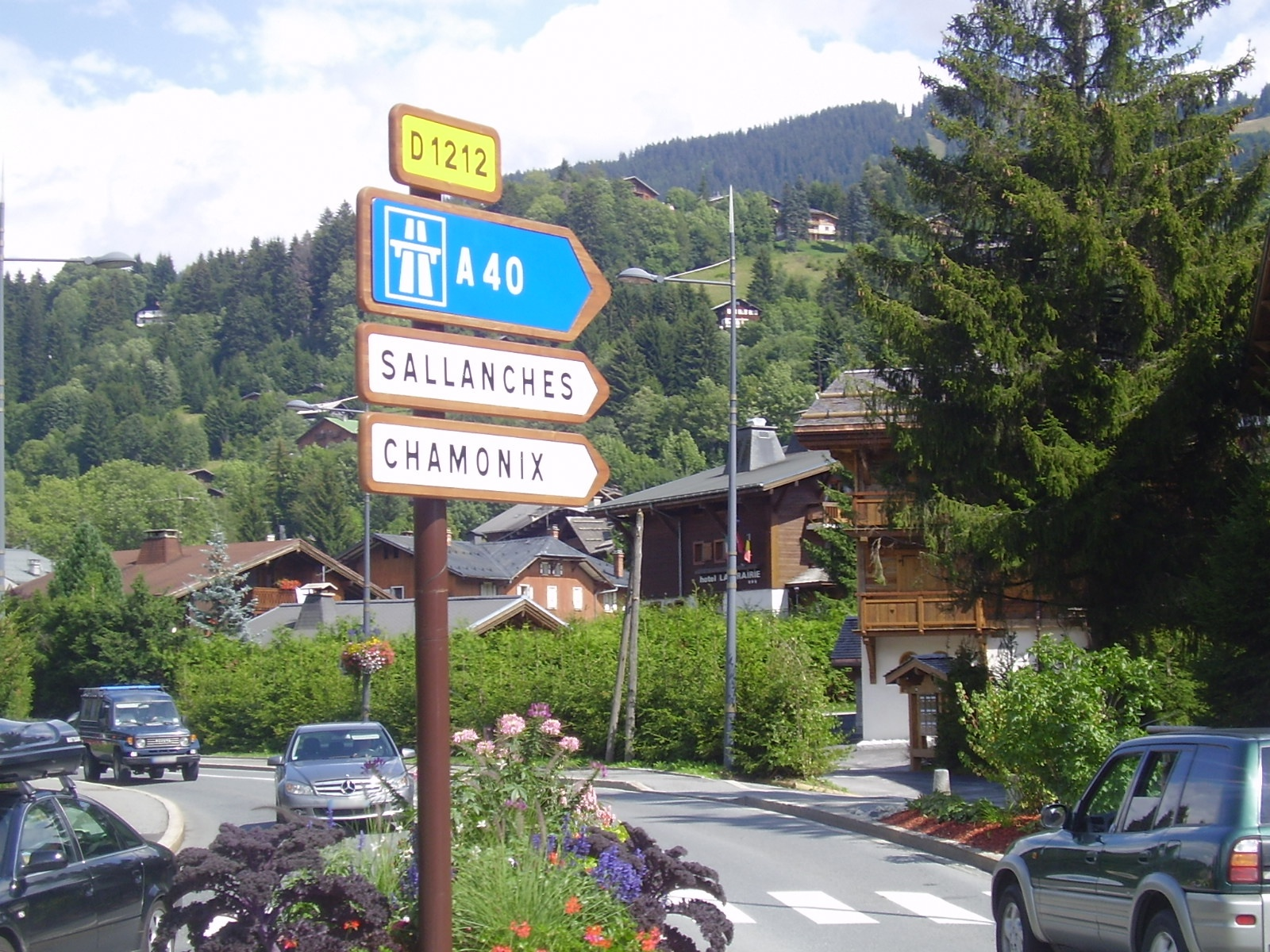
Depuis Megève, en direction de Sallanches.
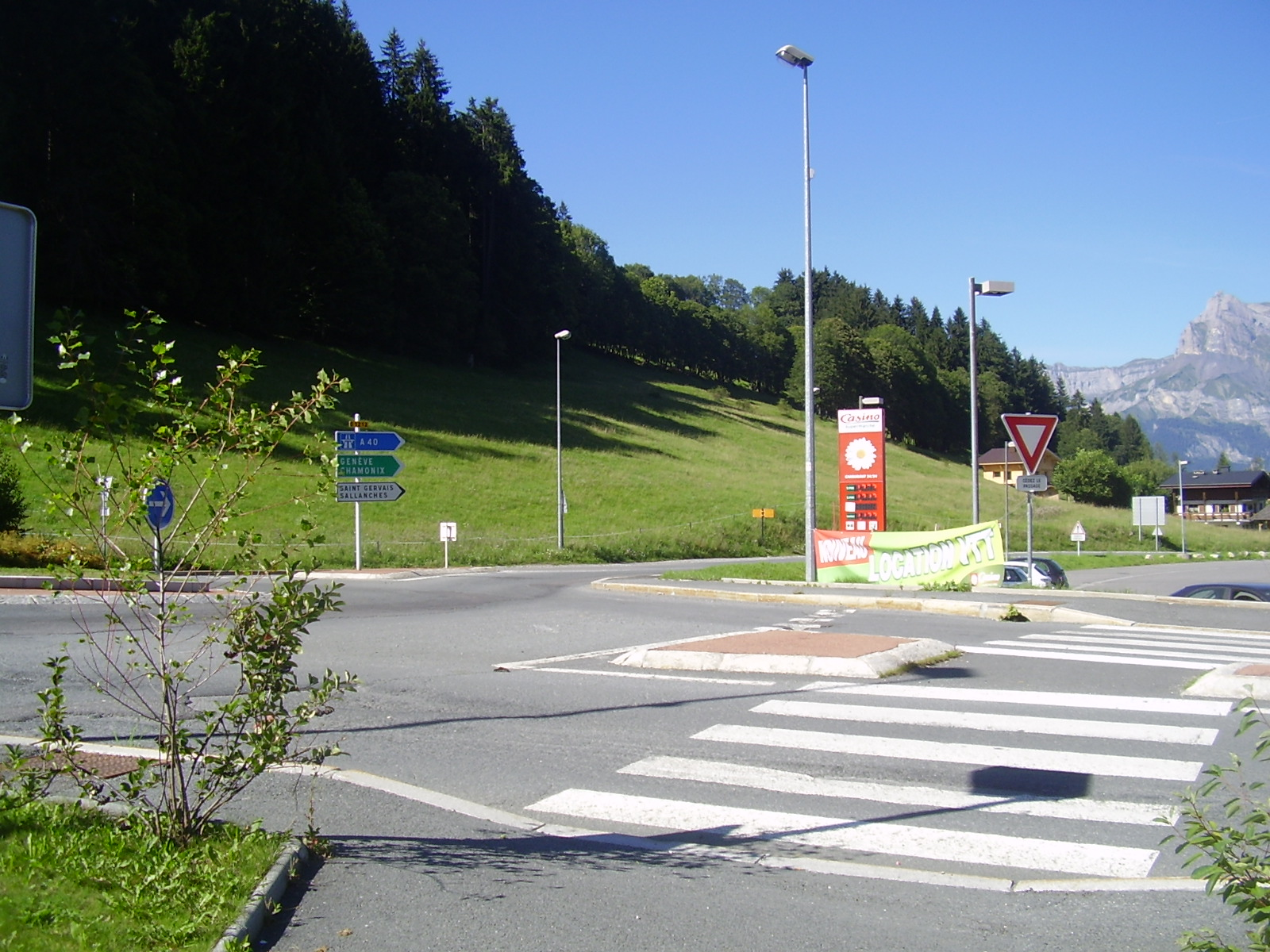
Depuis Demi-Quartier, en direction de Sallanches.
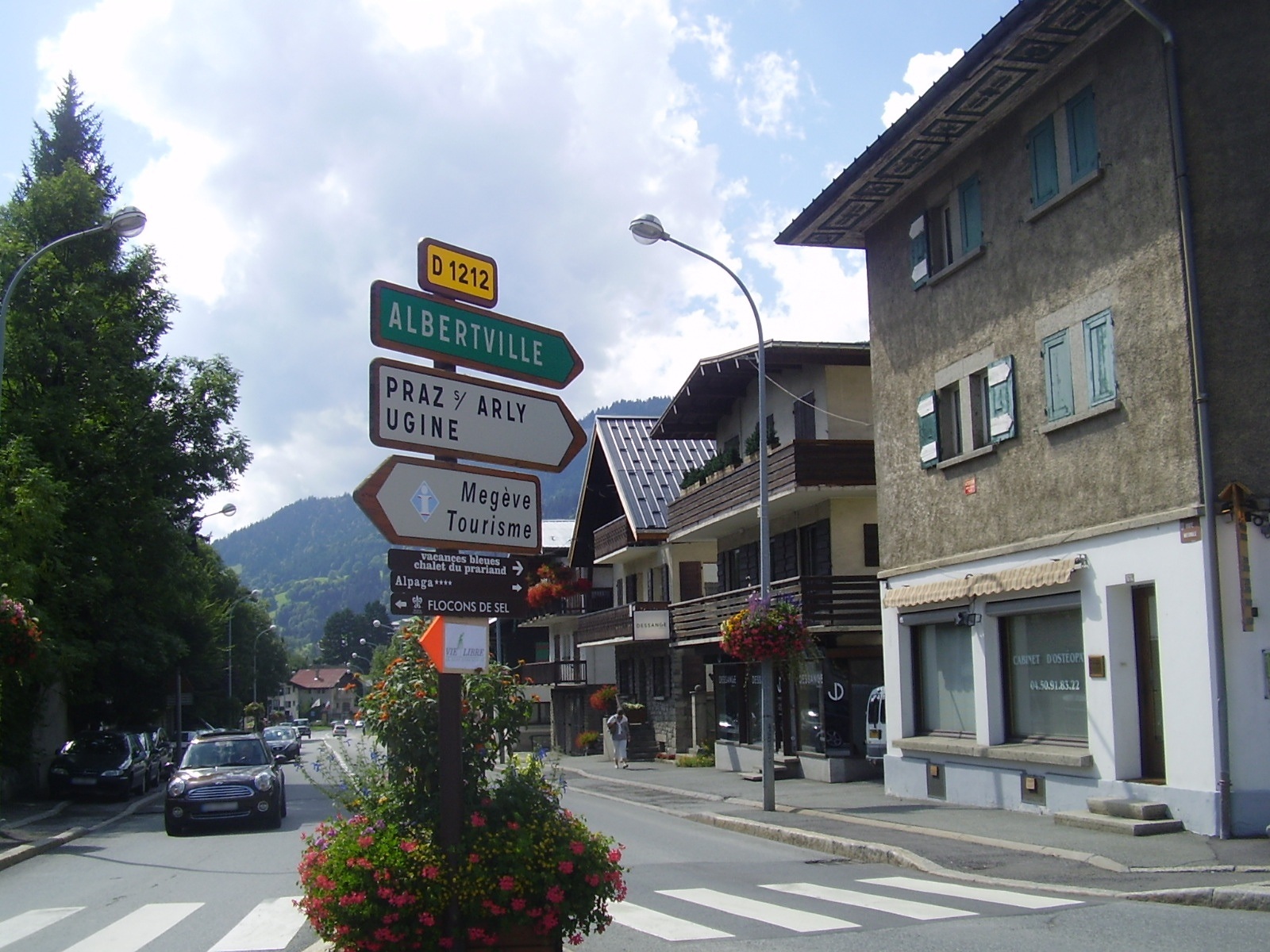
Depuis Megève, en direction d'Albertville.
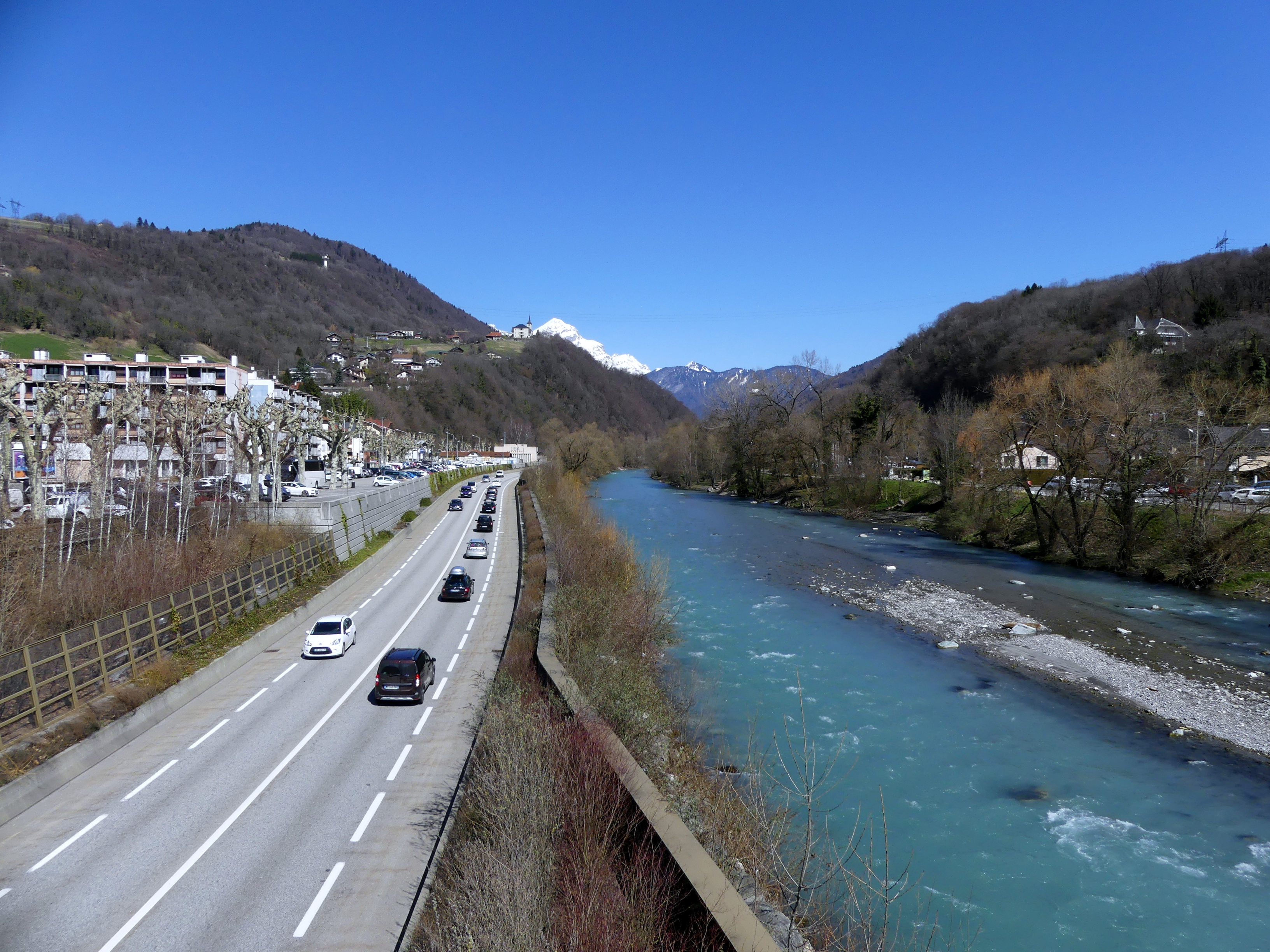
Dernier kilomètre en contournement d'Albertville.